# Forsby
Forsby è un'area urbana della Svezia situata nel comune di Gävle, contea di Gävleborg.
La popolazione rilevata nel censimento 2010 era di 651 abitanti .